# Абишира
Абишира (Abigira, Abiquira, Abishira, Agouisiri, Auishiri, Avirxiri, Ixignor, Tequraca, Vacacocha) — вымерший изолированный индейский язык, который был распространён среди жителей деревни Пуэрто-Эльвира на реке Напо у озера Вакакоча. В 1925 году насчитывалось от 50 до 80 человек, говорящих на этом языке. Вымер предположительно в 2000 году, к этому времени были обнаружены два последних носителя абишира — исследователи записали 160 слов и коротких предложений.